# Arthur Grant
Arthur Grant est un directeur de la photographie britannique né en 1915 dans le Surrey et mort à Londres en 1972. Il est le directeur photo emblématique, avec Jack Asher, des productions Hammer Films.

## Filmographie partielle
- 1956 : Dry Rot de Maurice Elvey
- 1957 : Cinq secondes à vivre de Victor Vicas
- 1957 : Le Redoutable Homme des neiges de Val Guest
- 1957 : En avant amiral ! (Carry On Admiral) de Val Guest
- 1959 : Section d'assaut sur le Sittang de Val Guest
- 1959 : Les Étrangleurs de Bombay de Terence Fisher
- 1960 : Un homme pour le bagne de Val Guest
- 1960 : Visa pour Canton de Michael Carreras
- 1961 : L'empreinte du Dragon Rouge de Anthony Bushell
- 1961 : Cash on Demand de Quentin Lawrence
- 1962 : Le Fascinant Capitaine Clegg de Peter Graham Scott
- 1962 : L'Attaque de San Cristobal (Pirates of Blood River) de John Gilling
- 1963 : Les Damnés de Joseph Losey
- 1963 : The Old Dark House de William Castle
- 1964 : La Tombe de Ligeia de Roger Corman
- 1966 : L'Invasion des morts-vivants de John Gilling
- 1966 : Pacte avec le diable (The Witches ou The Devil's Own) de Cyril Frankel
- 1967 : Dans les griffes de la momie de John Gilling
- 1968 : Dracula et les femmes de Freddie Francis
- 1968 : Les Vierges de Satan de Terence Fisher
- 1969 : Le Retour de Frankenstein de Terence Fisher
- 1970 : Une messe pour Dracula de Peter Sasdy
- 1971 : La Momie sanglante de Seth Holt
- 1972 : Sueur froide dans la nuit (Fear in the Night) de Jimmy Sangster
- 1972 : Les démons de l'esprit (Demons of the Mind) de Peter Sykes